# Édouard Laval
Pour les articles homonymes, voir Laval.
Édouard Laval (Antoine, Édouard Laval à l'état-civil), né le 11 août 1894 à Lacave (Lot) et mort le 13 février 1963 à Mayrac (Lot), est un combattant, résistant, homme politique et militant communiste, figure éminente du département du Lot entre 1939 et 1949.

## Héros inconnu avant 1939
Forgeron, puis mécanicien-ajusteur, il est mobilisé le 5 septembre 1914. À compter du 2 juin 1915 il est affecté au 176e régiment d'infanterie dans l'Armée d'Orient, puis au 175e régiment d'infanterie à  partir du 21 janvier 1916. Le 20 septembre 1916 au combat de Flórina (Macédoine) face à l'armée bulgare, il est grièvement blessé au visage (perte de l'œil droit) mais continue le combat ce qui lui vaut une citation, la Croix de Guerre 1914-1918 avec palme et la Médaille Militaire.
C'est donc une gueule cassée, un mutilé de guerre pensionné qui reprend son métier d'ouvrier après le conflit. Il crée en 1929 un garage au Pigeon, hameau de la commune de Saint-Sozy jusqu'en 1946 puis de Mayrac ensuite. Il adhère au Parti communiste français (PCF) vers 1936.

## Seconde Guerre mondiale et Résistance
Édouard Laval participe au regroupement des forces du PCF dans le Lot lorsque celui-ci est interdit, en 1939. La clandestinité de l'action politique engendrée par l'interdiction du parti, va mettre ses militants en état de résistance dès 1940, soit plus d'un an avant l'entrée des allemands en zone libre et l'entrée en résistance d'autres mouvements politiques. Cette avance sera décisive quand la Résistance armée deviendra à l'ordre du jour.
Il est très actif dès juin 1940, distribuant avec sa voiture des tracts qu'il rédige, dactylographie et imprime à son domicile, aidé en cela par plusieurs militants dont son fils Guy que ce soit donc au sein du Parti communiste, où il assume de fait les fonctions de secrétaire régional du Lot dès 1940, qu'ensuite dans la Résistance. Chaque semaine il reçoit clandestinement à son domicile les militants épargnés par les purges qui tentent de reconstituer le parti et d'organiser des actions de résistance. Le soutien des clandestins passe aussi par les approvisionnements en denrée rare comme le tabac dont Édouard Laval se fera un pourvoyeur apprécié.
Président du syndicat des entrepreneurs de battages du Lot, il bénéficie d'une relative bienveillance de la police car les grands blessés de guerre, même communistes, sont intouchables, jusqu'à l'entrée des troupes allemandes en zone libre. Plusieurs fois interrogé, perquisitionné à son domicile, il déjoue avec ruse les machinations malgré les descentes de police à son domicile.
Jugé une première fois à Cahors, les juges ne feront pas preuve d'un zèle excessif, sa dénonciation par un quidam de Salviac, qui a fourni la marque du véhicule qui distribuait, nuitamment et à la volée, des papillons communistes, a été invalidée pour « inexactitude sur la couleur du véhicule » et il bénéficie d'un non-lieu.
Finalement arrêté le 8 mai 1943, il est condamné le 15 juillet 1943 à Agen à 1 an de prison et 1 200 francs d'amende. Emprisonné à Eysses puis à Saint-Sulpice-la-Pointe, il est le boute-en-train qui communique son énergie à ses compagnons et tient en prison auprès des jeunes résistants détenus un rôle de mentor qui participe au maintien du moral de ceux-ci, les renforçant dans leur fermeté face aux interrogatoires. L'un de ces jeunes détenus, Robert Camp, témoigne plus de 70 ans plus tard : « Lâché au milieu de détenus divers, je fus pris en charge par un monsieur d’une cinquantaine d’année, présentant une grave blessure à un œil. Nous avons discuté. Le courant est vite passé entre nous deux malgré la différence d’âge, 50 ans et 18 ans. Ce Monsieur,  je peux mettre le M en majuscule, était d’une droiture absolue : humain, chaleureux et calme. Je me suis senti protégé près de lui. Il s’appelait Édouard Laval ». Finalement il s'évade, rejoint à pied son domicile éloigné de plus de 100 kilomètres et reprend son combat.
A la libération de Cahors le 18 août 1944, la résistance civile s’organise. Le Comité départemental de Libération créé dès 1943, dont Édouard Laval est le président, s'installe à Cahors. On y trouve, entre autres Jean Lurçat. Il met alors en place celui qui est de facto le « préfet des bois » Robert Dumas, alias Paul, comme préfet civil et envoie des circulaires aux maires notamment pour éviter les spéculations sur les denrées alimentaires.

## Après guerre
À la suite des élections municipales du 29 avril 1945 Édouard Laval est nommé adjoint-spécial pour la section communale de Mayrac le 10 mai 1945.
Le 30 septembre 1945 Édouard Laval est élu conseiller général de Souillac, de même que ses camarades Despoux  à Figeac et Lascoux à Martel. Il le restera jusqu'en 1949.
En octobre 1945, la France se prépare à élire à la proportionnelle, une assemblée constituante. Dans le Lot le parti communiste dispose d'un potentiel de candidats sans commune mesure avec sa situation de 1936. Henri Thamier conduit la liste du parti communiste devant Édouard Laval. Cette liste arrive en tête avec 5 voix d'avance et 25% des suffrages, ce qui ne lui attribue qu'un siège pour sa tête de liste.
À compter du 18 juin 1946, Édouard Laval préside la délégation spéciale chargé d’administrer la commune de Mayrac nouvellement créée par séparation de Saint-Sozy, en attendant de nouvelles élections locales.
Sous la Quatrième République, la place du parti communiste est très importante en France comme dans le Lot dont les responsables peuvent avoir de fortes initiatives. Ainsi le 18 août 1948 à l'occasion des cérémonies célébrant la libération de Cahors, Édouard Laval termine sa prise de parole en invitant tous les résistants présents et les vrais républicains à quitter la cérémonie pour ne pas écouter le représentant du gouvernement André Marie supposé fossoyeur de la patrie qui tombera 10 jours plus tard après seulement 33 jours au pouvoir.
À partir de mars 1949 il n'a plus de mandat politique. Il meurt le 13 février 1963. Le surlendemain, André Wurmser lui consacre son éditorial dans L'Humanité. Jouant sur l'homonymie avec l'autre Laval, Wurmser exalte les qualités humaines et militantes d'Édouard Laval : « Il est mort ouvrier, sans fortune, sans honneurs, sans autre honneur que son honneur de communiste... mais quoi ? Il meurt plus d'un Laval chaque année, pas vrai, Laval ? C'est même pourquoi je parle de toi, du Laval qui ne sortit pas du peuple, comme l'autre... de toi qui avec les tiens fit le présent et l'avenir, patiemment, sans rien attendre pour toi, pas même, athée, un strapontin au spectacle éternel ».

#### Autres sources
1. ↑  « Archives du Lot. Registres matricules. : Cote 1 R RM 142, vue 834 », sur Lot le département (consulté le 17 octobre 2017).
2. 1 2 3  Fabien Lesage, Journal du cinquantenaire. Notre village de Mayrac, Souillac, Ayrolles, 1996, 35 p. (lire en ligne).
3. 1 2  50ème anniversaire de la libération du Lot, Cahors, Association départementale des anciens combattants de la résistance 46, coll. « Bulletin de l'ANACR 46 », 1994, 87 p..
4. ↑  « Dossiers administratifs de résistantes et résistants », Cote : GR 16 P 343661 [PDF], sur Service historique de la défense (consulté le 24 octobre 2017), p. 421
5. ↑  Roger Pestourie, Du Quercy à la Guille..., Lyon, Editions BGA Permezel, 1994, 181 p. (ISBN 2-909929-03-5), p. 42.
6. ↑  Roger Pestourie, Du Quercy à la Guille..., Lyon, Editions BGA Permezel, 1994, 181 p. (ISBN 2-909929-03-5), p. 65.
7. 1 2  « Eysses, une épopée résistante », sur Briscope.fr, 9 mai 2017 (consulté le 7 octobre 2017).
8. 1 2  André Wurmser, « Mais, dit André Wurmser...Laval est mort », L'Humanité, no 5745,‎ 15 février 1963, p. 1 (ISSN 0242-6870).
9. ↑  Christiane Constant-Le Stum et al., Le Lot politique et administratif depuis 1800 : listes des responsables politiques et administratifs du département du Lot de 1800 à nos jours, Cahors, Archives départementales du Lot, 1998, 187 p. (ISBN 2-86046-007-1), p. 110.
10. ↑  « Mayrac », sur Lot le département. Archives départementales (consulté le 7 août 2017).
11. ↑  François Sauteron, Le dénouement. Jean Masbou, un résistant en Quercy occupé, Paris, L'Harmattan, 2013, 175 p. (ISBN 978-2-343-00666-6), p. 160.